# Georgi Mladenov
Georgi Mladenov (in bulgaro Георги Младенов?; Sofia, 11 maggio 1962) è un ex cestista e allenatore di pallacanestro bulgaro.

## Biografia
È padre del cestista Borislav Mladenov, nato nel 2000 e di ruolo guardia, con esperienze in Serie A2 e Serie B italiane.

## Carriera

### Giocatore

#### Club
La sua carriera da giocatore si è svolta interamente in Bulgaria, fatta eccezione per una parentesi in Tunisia nella stagione 1991-92 e un'altra in Arabia Saudita nel 1997. In un'intervista ha dichiarato di essere stato vicino, nel 1984, a un trasferimento ai greci dell'Aris Salonicco, ma il Partito Comunista Bulgaro avrebbe bloccato l'operazione.
Il 7 aprile 1993 ha realizzato 150 punti in una singola partita, ma l'incontro è stato successivamente annullato dalla federazione bulgara: i giocatori della formazione avversaria, lo Yambol (all'epoca chiamato Tundža), avevano rinunciato a difendere su di lui per protesta contro presunti sputi rivolti al loro allenatore da parte dello stesso Mladenov durante la precedente sfida tra le due compagini.
È stato il miglior marcatore della Coppa d'Europa 1993-1994, all'epoca la seconda competizione europea per importanza organizzata dalla FIBA, con una media di 30,3 punti in dodici presenze, e un massimo di 54 punti segnati contro l'Aris Salonicco.
Nel corso della carriera da cestista si è laureato undici volte campione di Bulgaria: otto con il Levski Sofia, due con lo Spartak Pleven e una con lo Slavia Sofia. Con le stesse squadre ha inoltre conquistato complessivamente sette Coppe di Bulgaria. Ha vinto anche un campionato tunisino con lo Stade Nabeulien.
La sua attività agonistica si è conclusa nel 2003, all'età di 41 anni, in seguito a una colluttazione negli spogliatoi avvenuta dopo una partita tra lo Spartak MVR e la sua ex squadra, il Levski Sofia, durante la quale fu accoltellato a una gamba dal massaggiatore della formazione avversaria Kiril Stefanov.

#### Nazionale
Con la nazionale bulgara ha partecipato a quattro campionati europei, rispettivamente nel 1985, 1989, 1991 e 1993. Nel 1984 ha inoltre vinto i campionati balcanici battendo in finale la Jugoslavia.

### Allenatore
Al momento del grave incidente del 2003, Mladenov ricopriva contemporaneamente il ruolo di allenatore e giocatore allo Spartak MVR Sofia. Dopo il ritiro dall'attività agonistica, ha continuato ad allenare lo stesso Spartak MVR dal 2003 al 2005. Tra il 2006 e il 2009 è stato alla guida del Balkan Botevgrad, finalista nel campionato 2007-2008, in cui fu sconfitto dal Lukoil Academic.
Nel 2009, subentrato alla guida della squadra nel corso della stagione, ha condotto il Lukoil Academic alla conquista del campionato bulgaro, confermando il titolo vinto dal club anche nelle sei edizioni precedenti.
Conclusa questa parentesi, nel 2010 ha allenato brevemente in Marocco, per poi proseguire nuovamente la carriera in Bulgaria al Beroe. Dopo essere stato selezionatore delle Nazionali bulgare Under-18 e Under-20, nell'aprile 2014 ha assunto l'incarico di commissario tecnico della Nazionale maggiore bulgara.
Nel gennaio 2015 è approdato in Italia, diventando allenatore del Basket Rimini Crabs in Serie B. Ha concluso la stagione con il raggiungimento della salvezza. Il 3 gennaio 2016, all'indomani della sesta sconfitta consecutiva, è stato sollevato dall'incarico.
Nell'agosto 2016 è stato nominato capo allenatore degli austriaci dell'Arkadia Traiskirchen Lions, altra squadra di proprietà dell'agente Luciano Capicchioni, già proprietario dei Crabs Rimini, dove lo stesso Mladenov aveva allenato fino a pochi mesi prima.
Nell'estate del 2021 ha assunto la guida tecnica della sezione cestistica del Minjor, squadra con sede a Pernik, conducendola alla promozione nella massima serie nazionale al termine della stagione 2022-2023. Il 13 febbraio 2025 il club giallonero ha annunciato la separazione da Mladenov. Contestualmente, ha lasciato la squadra anche suo figlio Borislav, presente in rosa dall'inizio della stagione.

## Palmarès

### Giocatore
- Campionato bulgaro: 11

Levski: 1979, 1981, 1982, 1986, 1993, 1994, 2000, 2001
Pleven: 1995, 1996
Slavia: 1997
- Coppa di Bulgaria: 7

Levski: 1979, 1982, 1983, 1993, 2001
Pleven: 1995
Slavia: 1997
- Campionato tunisino: 1

Stade Nabeulien: 1992

### Allenatore
- Campionato bulgaro: 1

Academic: 2010